# Vaucogne
Vaucogne est une commune française, située dans le département de l'Aube en région Grand Est.

## Géographie
| Isle-Aubigny |                  | Dampierre |
| Ramerupt     | Vaucogne         |           |
| Morembert    | Dommartin-le-Coq | Jasseines |

Au cadastre de 1837 est cité les bois Alpin, Aubin, la Capitainerie, le Cercueil, les Closets, la Justice, la Maladière, la Motte, le Moulin, les Retrionettes et Rougemont.

### Hydrographie
La commune est dans la région hydrographique « la Seine de sa source au confluent de l'Oise (exclu) » au sein du bassin Seine-Normandie. Elle est drainée par le Puits et le Puits,.
Le Puits, d'une longueur de 33 km, prend sa source dans la commune de Sompuis et se jette  dans l'Aube à Ortillon, après avoir traversé onze communes. 

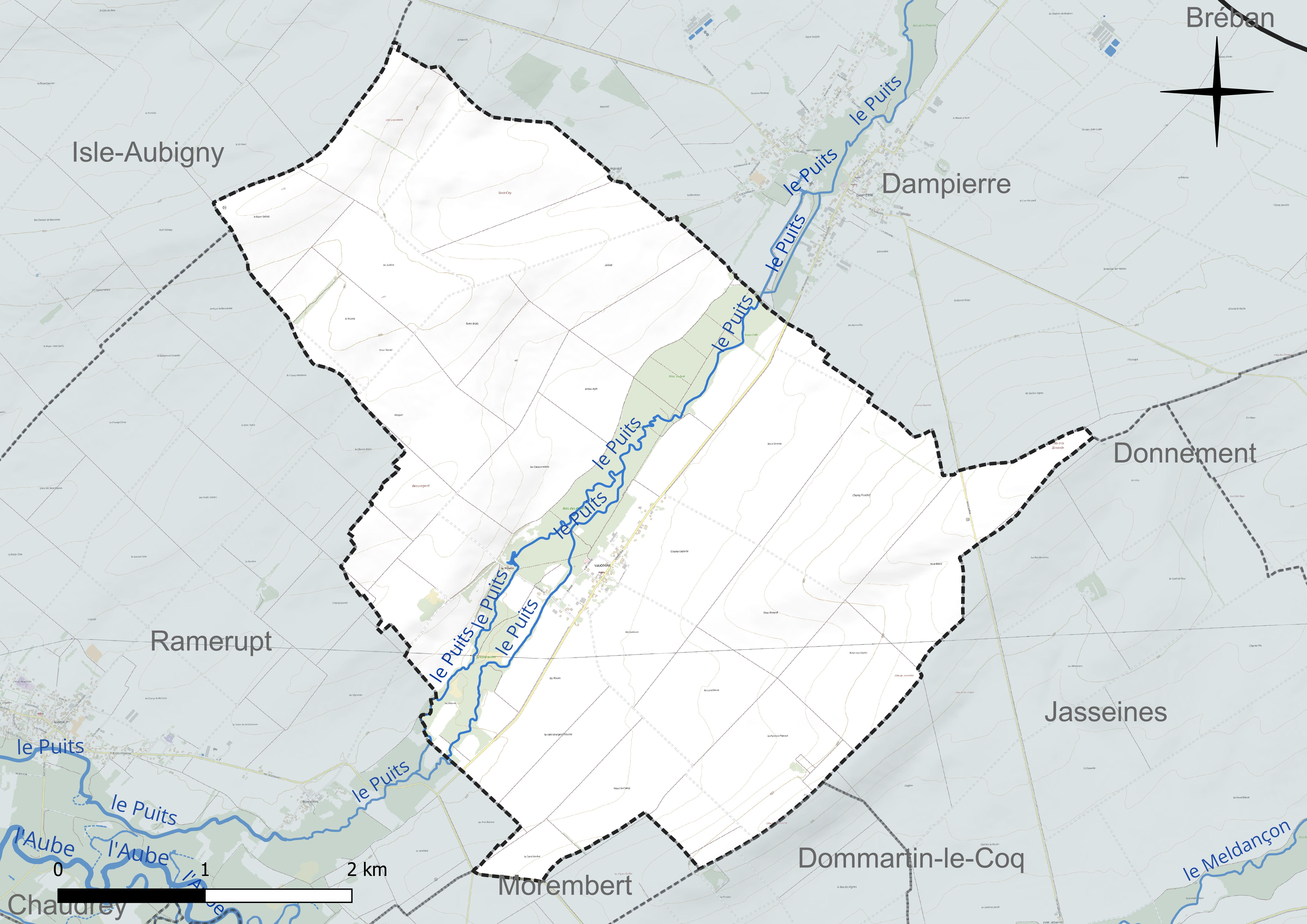
Réseau hydrographique de Vaucogne.

### Climat
Pour des articles plus généraux, voir Climat du Grand Est et Climat de l'Aube.
En 2010, le climat de la commune est de type climat océanique dégradé des plaines du Centre et du Nord, selon une étude du Centre national de la recherche scientifique s'appuyant sur une série de données couvrant la période 1971-2000. En 2020, Météo-France publie une typologie des climats de la France métropolitaine dans laquelle la commune est exposée à un climat océanique altéré et est dans la région climatique  Nord-est du bassin Parisien, caractérisée par un ensoleillement médiocre, une pluviométrie moyenne régulièrement répartie au cours de l’année et un hiver froid (3 °C). 
Pour la période 1971-2000, la température annuelle moyenne est de 10,5 °C, avec une amplitude thermique annuelle de 15,7 °C. Le cumul annuel moyen de précipitations est de 721 mm, avec 11,6 jours de précipitations en janvier et 8,1 jours en juillet. Pour la période 1991-2020, la température moyenne annuelle observée sur la station météorologique de Météo-France la plus proche, « Dosnon », sur la commune de Dosnon à 12 km à vol d'oiseau, est de 11,0 °C et le cumul annuel moyen de précipitations est de 698,3 mm. 
La température maximale relevée sur cette station est de 41,6 °C, atteinte le 25 juillet 2019 ; la température minimale est de −25,8 °C, atteinte le 14 février 1956,,. 
Les paramètres climatiques de la commune ont été estimés pour le milieu du siècle (2041-2070) selon différents scénarios d'émission de gaz à effet de serre à partir des nouvelles projections climatiques de référence DRIAS-2020. Ils sont consultables sur un site dédié publié par Météo-France en novembre 2022.

## Urbanisme

### Typologie
Au 1er janvier 2024, Vaucogne est catégorisée commune rurale à habitat très dispersé, selon la nouvelle grille communale de densité à 7 niveaux définie par l'Insee en 2022.
Elle est située hors unité urbaine et hors attraction des villes,.

### Occupation des sols
L'occupation des sols de la commune, telle qu'elle ressort de la base de données européenne d’occupation biophysique des sols Corine Land Cover (CLC), est marquée par l'importance des territoires agricoles (92,2 % en 2018), une proportion identique à celle de 1990 (92,2 %). La répartition détaillée en 2018 est la suivante : 
terres arables (90 %), forêts (7,8 %), zones agricoles hétérogènes (2,2 %). L'évolution de l’occupation des sols de la commune et de ses infrastructures peut être observée sur les différentes représentations cartographiques du territoire : la carte de Cassini (XVIIIe siècle), la carte d'état-major (1820-1866) et les cartes ou photos aériennes de l'IGN pour la période actuelle (1950 à aujourd'hui).

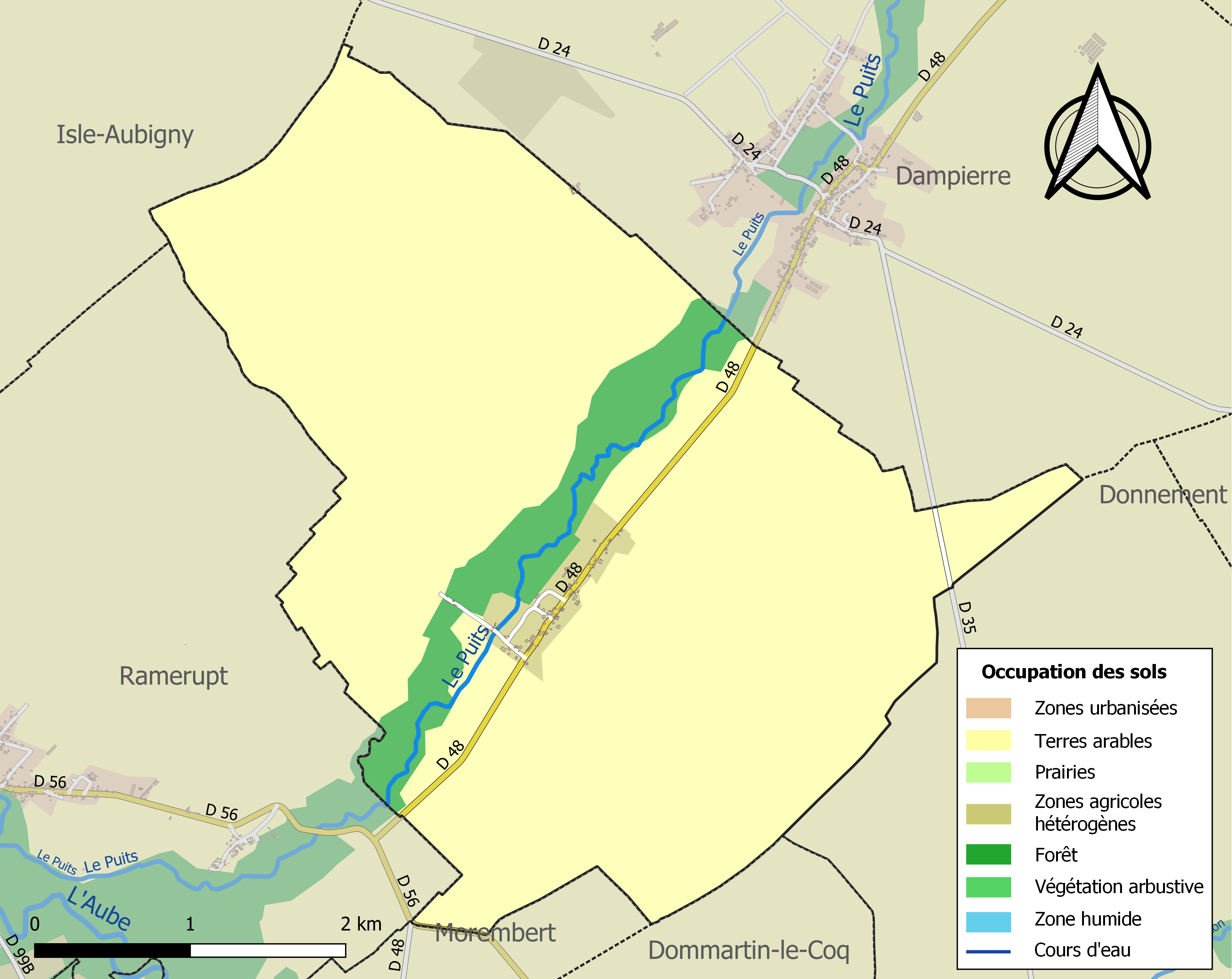
Carte des infrastructures et de l'occupation des sols de la commune en 2018 (CLC).

## Histoire
Un cimetière gallo-romain au lieu-dit le Cercueil, un autre utilisé jusqu'à l'époque carolingienne au lieu-dit la Perrière.
Comme seigneurs on peut citer : Achard de Maisières et sa femme Windesmuez en 1186, au XIVe siècle le fief est aux seigneurs de Dampierre. Gaucher II de Châtillon (1281-1325), seigneur du Thour avait Vaucogne par son épouse Margueritte de Dampierre dame de Vaucogne.
En 1789, Vaucogne dépendait de l'intendance et de la généralité de Châlons, de l'élection de Bar-sur-Aube et du bailliage de Chaumont.

## Politique et administration
| Période                                  | Période  | Identité                                      | Étiquette | Qualité                               |
| ---------------------------------------- | -------- | --------------------------------------------- | --------- | ------------------------------------- |
| mars 2001                                | En cours | M. Guy Bernier Réélu pour le mandat 2020-2026 | UDI       | Agriculteur, conseiller départemental |
| Les données manquantes sont à compléter. |          |                                               |           |                                       |

## Démographie

### Évolution démographique
L'évolution du nombre d'habitants est connue à travers les recensements de la population effectués dans la commune depuis 1793. Pour les communes de moins de 10 000 habitants, une enquête de recensement portant sur toute la population est réalisée tous les cinq ans, les populations de référence des années intermédiaires étant quant à elles estimées par interpolation ou extrapolation. Pour la commune, le premier recensement exhaustif entrant dans le cadre du nouveau dispositif a été réalisé en 2006.

En 2022, la commune comptait 71 habitants, en évolution de −4,05 % par rapport à 2016 (Aube : +0,7 %, France hors Mayotte : +2,11 %).
| 1793 | 1800 | 1806 | 1821 | 1831 | 1836 | 1841 | 1846 | 1851 |
| ---- | ---- | ---- | ---- | ---- | ---- | ---- | ---- | ---- |
| 187  | 190  | 202  | 206  | 207  | 191  | 193  | 190  | 192  |

| 1856 | 1861 | 1866 | 1872 | 1876 | 1881 | 1886 | 1891 | 1896 |
| ---- | ---- | ---- | ---- | ---- | ---- | ---- | ---- | ---- |
| 170  | 173  | 165  | 147  | 142  | 138  | 128  | 124  | 116  |

| 1901 | 1906 | 1911 | 1921 | 1926 | 1931 | 1936 | 1946 | 1954 |
| ---- | ---- | ---- | ---- | ---- | ---- | ---- | ---- | ---- |
| 111  | 115  | 100  | 99   | 100  | 85   | 86   | 81   | 71   |

| 1962 | 1968 | 1975 | 1982 | 1990 | 1999 | 2006 | 2011 | 2016 |
| ---- | ---- | ---- | ---- | ---- | ---- | ---- | ---- | ---- |
| 71   | 69   | 60   | 55   | 68   | 65   | 78   | 76   | 74   |

| 2021 | 2022 | - | - | - | - | - | - | - |
| ---- | ---- | - | - | - | - | - | - | - |
| 73   | 71   | - | - | - | - | - | - | - |

### Pyramide des âges
En 2018, le taux de personnes d'un âge inférieur à 30 ans s'élève à 35,2 %, soit au-dessus de la moyenne départementale (35,2 %). À l'inverse, le taux de personnes d'âge supérieur à 60 ans est de 24,3 % la même année, alors qu'il est de 27,7 % au niveau départemental.
En 2018, la commune comptait 36 hommes pour 38 femmes, soit un taux de 51,35 % de femmes, légèrement inférieur au taux départemental (51,41 %).
Les pyramides des âges de la commune et du département s'établissent comme suit.
| Hommes | Classe d’âge | Femmes |
| ------ | ------------ | ------ |
| 0,0    | 90 ou +      | 0,0    |
| 11,1   | 75-89 ans    | 10,5   |
| 13,9   | 60-74 ans    | 13,2   |
| 25,0   | 45-59 ans    | 21,1   |
| 19,4   | 30-44 ans    | 15,8   |
| 5,6    | 15-29 ans    | 13,2   |
| 25,0   | 0-14 ans     | 26,3   |

| Hommes | Classe d’âge | Femmes |
| ------ | ------------ | ------ |
| 0,8    | 90 ou +      | 2,1    |
| 7,4    | 75-89 ans    | 10,2   |
| 17,4   | 60-74 ans    | 18,4   |
| 19,4   | 45-59 ans    | 19     |
| 17,8   | 30-44 ans    | 17,3   |
| 18,3   | 15-29 ans    | 15,9   |
| 19     | 0-14 ans     | 17,1   |

## Lieux et monuments
Vaucogne était une paroisse du doyenné de Margerie ayant comme dépendances de Morembert et Romaine. Elle comporte une église en craie datée du XVIe siècle. Elle est dédiée à saint Antoine. À noter de très beaux vitraux du XVIe siècle :
- la baie 2 avec des scènes un chanoine en donateur avec présentation, un saint Jean-Baptiste, un phylactère et un saint Michel combattant le dragon. Des ornementations  en encadrement comme un décor d'architecture, des arcades et guirlande[24].
- la baie 0 : ayant comme scènes : un couple en donateur, des figures comme sainte Marguerite, saint Pierre. Une scène biblique avec le Calvaire, la Vierge. Des représentations non figuratives comme des armoiries, un décor d'architecture, un Séraphin et un fond damassé[25].

En statue, un saint Antoine. ainsi qu'une reproduction de la grotte de Lourdes du XIXe siècle.